# جون بيرن (لاعب كرة قدم أيرلندي)
جون بيرن (بالإنجليزية: John Byrne)‏ (29 أغسطس 1962 في جمهورية أيرلندا - ) هو لاعب كرة قدم أيرلندي في مركز الوسط. لعب مع باتريك أتلتيك ونادي بوهيميان ونادي سليغو روفرز وهوم فارم ‏ ودوري أيرلندا الحادي عشر ‏.